# Дрольсхаген
Дрольсхаген (нем. Drolshagen) — город в Германии, в земле Северный Рейн-Вестфалия.
Подчинён административному округу Арнсберг. Входит в состав района Ольпе.  Население составляет 12 041 человек (на 31 декабря 2010 года). Занимает площадь 67,12 км². Официальный код  —  05 9 66 008.
Город подразделяется на 58 городских районов.
| Год  | Население |
| ---- | --------- |
| 1995 | 11 964    |
| 2000 | 12 260    |
| 2005 | 12 359    |
| 2010 | 12 158    |